# Lottoland
Lottoland Limited ist ein Unternehmen mit Sitz in Malta, das unter anderem online Zweitlotterien, also Wetten auf zahlreiche internationale Lotterien, andere Glücksspiele über ein Online-Casino und Sportwetten anbietet. Lottoland besitzt Glücksspiellizenzen für Gibraltar, Großbritannien und Irland.
Für Deutschland hat es keine Konzession, weshalb das Glücksspiel durch Lottoland in Deutschland als illegal eingestuft wird. Schon eine Teilnahme ist möglicherweise strafbar und die Teilnehmer hätten dann keinen Anspruch auf eine Gewinnauszahlung.

## Gründung
Lottoland wurde 2013 als Nachfolgerin der gleichnamigen britischen Limited in Gibraltar gegründet, Gründer war David von Rosen.

## Geschäftsprinzip und Geschäftsmodell
Das Unternehmen bietet unter anderem Online-Wetten auf Ziehungsergebnisse von fremden Lotterien und andere Glücksspiele über ein Online-Casino an.

### Wetten auf Ergebnisse fremder Lotterien
Lottoland veranstaltet keine eigene Lotterie, sondern bietet Wetten auf die Ergebnisse von mehr als 30 verschiedenen Lotterien an, für die es selbst keine eigene Lizenz besitzt (sog. Produktpiraterie). Eine Teilnahme an oder eine Zusammenarbeit mit diesen Lotterien gibt es nicht. In Deutschland handelt es sich bei dem Angebot um eine so genannte Schwarze Lotterie. Die Höhe der Gewinne basiert nach Unternehmensangaben auf den Gewinnquoten der jeweiligen Primärlotterie, kann unterhalb des Jackpots deutlich nach unten von den staatlichen Lotterien zum Nachteil des Spielers abweichen. Zu den werbewirksam bewetteten Lotterien gehören unter anderem Powerball, Mega Millions, EuroMillions, Eurojackpot, Lotto 6 aus 49, El Gordo (spanische Weihnachtslotterie). Während die Aufmachung der Websites dem Spieler die Teilnahme an den bekannten staatlichen Lotterien suggeriert, handelt es sich tatsächlich um die private Lotterie des ausländischen Anbieters. Lotteriegewinne sind in Deutschland steuerfrei. Bei Gewinnen im Ausland können grundsätzlich ausländische Steuern anfallen.
Lotto Baden-Württemberg kritisiert, dass die Verbraucher den Anbieter Lottoland mit den staatlichen Lotteriegesellschaften verwechseln und sich bei Nicht-Auszahlung an diese wenden. Zudem wird bemängelt, dass Lottoland keine Abgaben für wohltätige Zwecke abführt, wie es beim deutschen Lotto der Fall ist. Lotto Niedersachsen spricht von Verbrauchertäuschung und Produktpiraterie. Neben fehlenden Zweckerträgen für das Gemeinwohl dient der Sitz in einer Steueroase auch der Steuervermeidung in Deutschland. Das Innenministerium Niedersachsen stuft das Angebot als illegal ein. Sachsenlotto merkt an, dass die unerlaubte Veranstaltung eines Glücksspiels und auch die Beteiligung am unerlaubten Glücksspiel in Deutschland eine Straftat darstellt. Das gewonnene Geld wird dann vom Staat eingezogen. Lottoland selbst verweist darauf, dass es bislang keine gerichtliche Verurteilung gegen Spieler gab. Lotto Bayern gibt zu bedenken, dass Schwarzanbieter als Privatunternehmen insolvent werden können. Der fehlende Rechtsanspruch auf Auszahlung kann insbesondere dann relevant werden, wenn die Gewinnsumme die Liquidität von Lottoland übersteigt.
Um Gewinne auszahlen zu können, versichert sich das Unternehmen gegen hohe Wettgewinne. Im September 2017 gab das Unternehmen bekannt, Wettrisiken aus eigenen Wetten und solchen von B2B-Kunden über eine Tochtergesellschaft abzusichern.
Bisher hat das Unternehmen nach eigener Aussage mehr als 1 Milliarde Euro an Gewinnen ausgezahlt (Stand: Januar 2019). Der mit 90 Millionen Euro höchste Gewinn sei im Juni 2018 an eine Berlinerin gegangen. Ob der in der BILD-Zeitung stark beworbene Gewinn überhaupt ausgezahlt wurde, bleibt unklar.
Die Berliner Innenverwaltung stufte Lottoland als illegal ein, da nicht zugelassene private Anbieter gemäß § 10 Abs. 6 Glücksspielstaatsvertrag nicht agieren dürfen. Da illegales Glücksspiel eine Vortat zur Geldwäsche ist, machen sich die Beteiligten möglicherweise auch strafbar. Die Rechtswissenschaftler Michael Kubiciel und Michael Tsambikakis halten derartige Strafen jedoch für unverhältnismäßig, da keine organisierte Kriminalität bei Glücksspielgewinnen vorliegt. Die deutsche Gesetzgebung halte hauptsächlich das Lotteriemonopol aufrecht. Dies stehe zudem in Konflikt mit der europäischen Dienstleistungsrichtlinie, die europaweit grenzüberschreitende Dienstleistungen zulässt. Verbote und Strafen in Deutschland seien daher juristisch strittig. Lottoland ließ sich die Auszahlung vom Guinness-Buch der Rekorde als größte jemals erfolgte Auszahlung aus einem Online-Gewinn bestätigen.

### Online-Casino
Lottoland bietet außerdem diverse Online-Casinospiele unterschiedlicher Anbieter und digitale Rubbellose an. Derartige Angebote (Online-Casinos und -Rubbellose) sind nach einer Entscheidung des Bundesverwaltungsgerichts vom 26. Oktober 2017 illegal. Die Verbraucherzentrale Niedersachsen warnt vor Abofallen, die Lottoland unter der Marke Happy ohne Ende in sozialen Medien verbreitet.

### Sportwetten
Seit 2019 weitet das Unternehmen in Zusammenarbeit mit einem britischen Partner ein Sportwetten-Angebot aus.

## Rechtslage

### Deutschland
Die Rechtslage für Schwarze Lotterien ist in Deutschland eindeutig. Die im Deutschen Lotto- und Totoblock zusammengeschlossenen Lottogesellschaften der 16 deutschen Bundesländer betrachten Wetten auf Lotterieergebnisse durch Anbieter wie Lottoland als Verstoß gegen den Glücksspielstaatsvertrag. Auch die Verbraucherzentrale warnt vor der Teilnahme. So wurde Lottoland bereits vor dem Landgericht Koblenz als illegales Angebot eingestuft. Die Versuche von Lottoland, eine Genehmigung in Deutschland zu erhalten, sind bereits fehlgeschlagen, da das Verwaltungsgericht Regensburg entschieden hat, dass Lottoland schon kein Auskunftsanspruch für sein Begehren zusteht.
Eine Klage von Lottoland vor dem Verwaltungsgericht des Saarlandes wurde abgewiesen. Die glücksspielrechtliche Untersagungsanordnung verstößt nicht gegen die gemeinschaftsrechtliche Dienstleistungsfreiheit und bleibt daher in Kraft. Das Bundesverwaltungsgericht hat am 26. Oktober 2017 das Verbot für Glücksspiele im Internet bestätigt, es sei mit Verfassungs- und Europarecht vereinbar.
Das Landgericht Koblenz verbot nach einer Klage von Lotto Rheinland-Pfalz das nicht lizenzierte Online-Glückspiel Lottoland, weil es die Entwicklung von Spielsucht begünstige. Das Oberlandesgericht Koblenz entschied in höherer Instanz, dass Zweitlotterien im Internet unzulässig sind. Vorstandschef Nigel Birrell wurde vom Landgericht Koblenz zu einem Ordnungsgeld von 30.000 Euro verurteilt.
Die Verwaltungsgerichte in München und Berlin urteilten, dass Werbung für Lottoland.gratis gegen Rundfunkstaatsvertrag und Glücksspielstaatsvertrag verstößt, und untersagten die Ausstrahlung von Werbespots. Über die Luleka Ltd. versuchte eine Tochterfirma ein ähnlich klingendes, aber kostenfreies Angebot zu bewerben, um bestehende Verbote gegen die Bewerbung von Lottoland.com im Rundfunk zu umgehen. Auch der gemeinnützigen Stiftung wurde vom OVG Hamburg untersagt Glücksspielwerbung zu schalten, da sie den gleichen Namen wie der illegale Anbieter selbst trägt.
Genehmigungen aus anderen EU-Staaten entfalten in Deutschland keine Rechtskraft, sondern gelten nur in den ausstellenden Ländern. Lottoland selbst ist der Rechtsansicht, dass die in Gibraltar ausgestellte Glücksspiel-Lizenz auf Basis der in dem Vertrag über die Arbeitsweise der Europäischen Union verankerten Dienstleistungsfreiheit auch in Deutschland gilt. Der Deutsche Lotto- und Totoblock beharrt auf der Rechtsposition, dass es in dem unionsweit nicht harmonisierten Gebiet des Glücksspielrechts keine Verpflichtung zur gegenseitigen Anerkennung der erteilten Erlaubnisse von verschiedenen Mitgliedstaaten gibt.
Der Europäische Gerichtshof entschied 2010, dass eine Lizenz aus einem anderen Staat der EU nicht genügt, um das Internetglücksspielverbot zu umgehen. Für das Ordnungsrecht im Glücksspielsektor sind nach Ansicht des EuGH allein die Mitgliedstaaten zuständig. Er sagte jedoch auch, dass es rechtsstaatlich zugehen muss, und kassierte gleichzeitig mit dem Urteil den deutschen Glücksspielstaatsvertrag, da dieser gegen europäisches Recht verstößt. Die im Glücksspielstaatsvertrag enthaltenen Regelungen begrenzen nach seiner Auffassung die Spielsucht nicht wirksam, weil der Staat zu viel für seine Wettangebote wirbt. Damit entfällt auch das Monopol. Zudem entschied der EuGH schon mehrfach im Sinne der Onlineanbieter und damit auch im Sinne Lottolands, da die deutschen Regelungen bis dato stets gegen Europarecht verstießen (vergleiche dazu auch Rechtssache: C-336/14 Ince). 
Der Wettkunde macht sich potenziell wegen der Beteiligung am unerlaubten Glücksspiel strafbar. Jede Bank, die eine Transaktion im Zusammenhang mit einer Auszahlung von Gewinnsummen bemerkt, muss einen Verdacht nach Geldwäschegesetz melden.

### Übrige EU-Staaten
Lizenzen hat Lottoland bislang von staatlichen Lotterieaufsichten in Gibraltar, Malta, Großbritannien, Irland, Italien und Schweden erhalten. 2018 scheiterte Lottoland vor dem High Court of Justice bei dem Versuch, seine synthetischen Lotterien, insbesondere Euromillions Auslosungen aus anderen EU-Staaten, im Vereinigten Königreich anzubieten. In Schweden wurde Lottoland zu einer Geldstrafe verurteilt, da das Unternehmen Produkte anbot, die über die ausgestellte Lizenz hinausgingen.

### Australien
Aufgrund der global unterschiedlichen Handhabung agiert Lottoland teilweise lizenziert, so besitzt Lottoland in Australien eine Wettlizenz. Wetten auf ausländische Lotterien, wie Lottoland sie anbot, wurden Mitte 2018 mit Wirkung zum Januar 2019 verboten. 2019 gewann das Unternehmen ein Gerichtsverfahren vor dem höchsten Gerichtshof des Bundesstaates New South Wales. Demnach kann Lottoland in Australien Wetten anbieten, die auf Börsenindizes basieren.

### Afrika
In Südafrika besitzt das Unternehmen seit 2019 eine Wettlizenz.

## Zahlen und Strukturen

### Kunden und Umsatz
Das Unternehmen hat nach eigenen Angaben (Stand: März 2023) weltweit mehr als dreizehn Millionen Kunden. Der Umsatz stieg von 100 im Jahr 2015 auf über 300 Millionen Euro im Jahr 2016 und die Financial Times führte das Unternehmen wegen eines Umsatzwachstums von 820 Prozent von 2012 bis 2015 im Jahr 2017 auf Platz 128 in ihrem ersten FT1000-Report über die wachstumsstärksten Unternehmen in Europa, sowie 2019 auf Rang 314 für den Zeitraum 2014–2017. Der Umsatz für das Jahr 2017 gab die Financial Times mit 277 Millionen Euro an. In die Liste FT Future 100 UK nahm sie Lottoland ebenfalls auf.

### Leitung, Mitarbeiterzahl, Standorte
Nigel Birrell führt das Unternehmen seit Mai 2014 als Chief Executive Officer. Ende April 2017 arbeiteten über 350 Mitarbeiter für das Unternehmen.
Lottoland hat Niederlassungen in Gibraltar (Großbritannien), Málaga (Spanien), Porto (Portugal), Bratislava (Slowakei), Sydney (Australien), Darwin (Australien) und Kuala Lumpur (Malaysia).

### Übernahmen und Beteiligungen
Ende 2015 übernahm Lottoland das deutsche Lottoportal Lottohelden. Diesem wurde aber ein Weiterbetrieb in Deutschland durch das Landgericht Koblenz erstinstanzlich gerichtlich untersagt.
Darüber hinaus ist das Unternehmen bei LottoGopher, einem an der Canadian Stock Exchange gelisteten Vermittler von Lotteriescheinen aus Los Angeles, beteiligt. Anfang 2019 scheiterte der Versuch, Tipp24 zu übernehmen, an dessen Mutterunternehmen Zeal Lottoland zum damaligen Zeitpunkt mit rund 4 Prozent beteiligt war. Dieser wollte sich aus dem lukrativen, aber risikoreichen Zweitlotteriegeschäft zurückziehen und fortan lediglich als lizenzierter Spielervermittler auftreten.
2017 gründete Lottoland eine eigene Versicherungsgesellschaft (Fortuna Insurance PCC) zur Übernahme von Wettrisiken. Im Mai 2018 betrat das Unternehmen durch Erwerb der Anteilsmehrheit an Giochi24 den italienischen Markt.

## Marketing und Sponsoring
Chris Tarrant, der viele Jahre die britische Quizsendung Who Wants to Be a Millionaire? (deutsch: Wer wird Millionär?) moderierte, ist seit 2014 Markenbotschafter für Lottoland UK. Seit Anfang 2017 ist Lottoland Namenssponsor des Brookvale Oval. Dieses Stadion in der Nähe von Sydney ist die Spielstätte des australischen Rugby-League-Teams Manly-Warringah Sea Eagles. 2018 startete das Unternehmen in Zusammenarbeit mit dem Bildungsministerium Gibraltars ein Sensibilisierungsprogramm zum Thema „Jugendspiele“. Ziel ist dazu beizutragen, für junge Menschen Risiken zu mindern, die von heutigen Trends im Bereich der Onlinespiele ausgehen.
Mit Hilfe einer eigenen Stiftung unterstützt Lottoland die deutsche Umweltorganisation One Earth – One Ocean bei einem Projekt zur Entfernung von Plastikabfällen aus Meeren. Im Mai 2020 startete das Unternehmen in Großbritannien eine Wohltätigkeitslotterie, deren Erlös an das British Red Cross, die Hospizorganisation Hospice UK, die Umweltorganisation Keep Britain Tidy und die Marine Conservation Society geht.

## Kritik
Das Geschäftsmodell von Schwarzen Lotterien und damit auch von Lottoland wird kritisiert, weil Lottoland im Gegensatz zu den staatlichen Anbietern kein Geld für soziale Zwecke (u. a. Wohltätigkeitsorganisationen) abführt. So geben Lotterien wie die British National Lottery einen beträchtlichen Prozentsatz der Einnahmen für Wohltätigkeitsorganisationen aus, während sekundäre Lotterien wie Lottoland dies nicht tun. In Irland betonte die nationale Lotteriegesellschaft, Wettanbieter wie Lottoland seien eine Bedrohung für ihr Angebot und damit für die Förderung guter Zwecke. Als Antwort auf eine parlamentarische Anfrage betonte der irische Finanzminister Paschal Donohoe 2019, ein Effekt auf die nationale Lotterie Irlands sei nicht feststellbar. Lotto Hamburg meldet hingegen, dass illegale Wetten von Lottoland dem gemeinwohlorientierten Deutschen Lotto- und Totoblock erheblichen Schaden zugefügt haben. Hierdurch entgehen den Ländern sowie gemeinnützigen Organisationen rund 200 bis 250 Millionen Euro pro Jahr. Als Reaktion auf die Kritik gründete Lottoland die gemeinnützige Lottoland Stiftung mit Sitz in Hamburg. Wie viel zu wohltätigen Zwecken an die Stiftung abfließt, wird von Lottoland nicht offengelegt. Sie verfolgt Zwecke zur Förderung des Sports von behinderten und nicht behinderten Menschen. Im Mai 2017 zeigte man unter dem Slogan Happy ohne Grenzen Werbespots im Privatfernsehen und schaltete Bandenwerbung in deutschen Fußballpartien. Gefördert werden Profis wie Alhassane Baldé, aber auch kleinere Projekte im Kindersport wie Die Arche in Berlin.
Die Süddeutsche Zeitung kritisierte den durch bezahltes Schreiben angelegten Wikipedia-Artikel. Er sei schönfärberisch und täusche Neutralität über die Gesellschaft vor. Die Marketing-Agentur lege den Vorgang zwar in der Versionsgeschichte offen, jedoch versuche der bezahlte Autor immer wieder, den Glücksspielstaatsvertrag zu diskreditieren, der eine Konzession in Deutschland verhindere, und setze gezielt werbehafte Links über hohe Gewinnausschüttungen sowie deren Absicherung ein. Dies löste eine Kontroverse mit ehrenamtlich aktiven Autoren aus. Hinweise auf die fehlende Genehmigung, bekannte Lotterien in Deutschland online zu vermarkten, wurden im Rahmen der bezahlten Arbeit einfach wieder entfernt. Stattdessen wurden geschönte Unternehmensaussagen kritiklos übernommen, um über die Problematik des unerlaubten Glücksspiels hinwegzutäuschen und das deutsche Lottorecht zu kritisieren, das nach Meinung des Lottoland-CEOs nicht EU-rechtskonform sei.
Der Deutsche Lotto- und Totoblock kritisiert, dass Lottoland Jackpots in Höhen anbietet, die in Deutschland gesetzlich unzulässig seien, da sie Spielsucht begünstigen. Zudem verzichtet Lottoland auf Disclaimer zu Gefahren der Spielsucht, wie sie im deutschen Lotto zwingend vorgeschrieben sind. Im Weiteren kopiert der illegale Anbieter die optische Aufmachung zugelassener Glücksspiele und wirbt mit privaten Prüfsiegeln wie Trusted Shops. Schon der Name Lottoland sei irreführende Werbung, da er die Teilnahme an einer echten Lotterie suggeriert. Viele Teilnehmer sind sich überhaupt nicht bewusst, dass sie womöglich illegal spielen.
Saartoto gibt zu bedenken, dass das Unternehmen häufig kleinere Gewinnbeträge einfach nicht ausbezahlt und im Gewinnfall gemäß eigener AGB die Spielkonten der Tipper sperrt. Einen Rechtsstreit gegen ein ausländisches Unternehmen ist für die geprellten Lottoland Kunden häufig eine zu hohe Hürde. Bei den Wetten auf MegaMillions und PowerBall behält Lottoland laut AGB 38 % der Gewinne in den drei höchsten Gewinnklassen ein. Im Weiteren behält sich Lottoland vor, die Gewinne über einen Zeitraum von 30 Jahren gestückelt auszubezahlen.

## Einzelbelege
1. ↑  Lottoland LIMITED, Gibraltar. Abgerufen am 7. Januar 2019 (Informationen zum Handelsregistereintrag und zur Handelsregisternummer der Lottoland Limited).
2. 1 2  Joachim Hofer: Monopol verspielt? In: Handelsblatt, 20. März 2015.
3. 1 2 3  Lottoland picks up first lottery messenger licence in Gibraltar. In: www.igamingbusiness.com. 10. Januar 2017, abgerufen am 2. Juni 2017.
4. ↑  Andreas Macho: Glücksspielfirmen – Flucht vom Affenfelsen. In: Wirtschaftswoche. 23. Mai 2019, abgerufen am 8. Oktober 2019.
5. ↑  Angaben zu Birrell auf Bloomberg. Abruf am 2. Juni 2017.
6. 1 2  Nigel Birrell, CEO Lottoland. Archiviert vom Original (nicht mehr online verfügbar) am 31. Juli 2017; abgerufen am 2. Juni 2017 (Angaben zu Birrell aus Anlass des KPMG Gibraltar eSummit 2017).
7. 1 2  Zulauf für Lottoland. Glücksspiel-Wettanbieter wächst deutlich. In: Die Tabak Zeitung, 28. April 2017.
8. 1 2  Jan Willmroth: Die urdeutsche Lotto-Tradition ist in Gefahr. In: Süddeutsche Zeitung (online). 16. April 2017, abgerufen am 2. Juni 2017.
9. ↑  Lottoland will Übernahme der Konkurrenz vereiteln – und steigt selbst ein. In: Handelsblatt, 7. Januar 2019
10. 1 2 3 4 5  Roland Lindenblatt: Aufgepasst bei Online-Lotterien. In: Der Tagesspiegel. 26. Mai 2018, abgerufen am 26. Januar 2019.
11. ↑  Verbraucherzentrale: Online-Lotto: Vorsicht vor „schwarzen Lotterien“, 9. November 2018
12. ↑  Verbraucherzentrale Bayern: Vorsicht vor „schwarzen Lotterien“, Pressemitteilung vom 24. Oktober 2018
13. 1 2  Hans Peter Seitel: Wenn Glücksspiel gefährlich wird, Augsburger Allgemeine, 20. Januar 2019
14. ↑  Lotto: Jackpot mit 29 Millionen Euro wird JETZT ausgezahlt - Vorsicht vor diesen illegalen Anbietern, wize.life, 28. Juni 2019
15. 1 2  Online-Glücksspiel - Sind Lottoland und Co. illegal?, Westfälische Rundschau, 20.06.2018
16. 1 2  US-Lotto von Deutschland aus spielen - so klappt es, Focus Online, 23.10.2018
17. ↑  Joachim Hofer: David von Rosen. Traum vom großen Geld. In: Handelsblatt, 2. Januar 2018.
18. 1 2  Andreas Macho: „Ohne private Anbieter stirbt der Lottomarkt“. In: Wirtschaftswoche. 28. April 2018, abgerufen am 25. Mai 2018.
19. ↑  Joachim Hofer: Lottoland-Gründer David von Rosen: Über den Kampf ins Spiel, 1. Januar 2018, Handelsblatt
20. 1 2  Jan Willmroth: Angriff auf ein heiliges Monopol. In: Süddeutsche Zeitung (online). 15. März 2017, abgerufen am 2. Juni 2017.
21. ↑  Gerhard  Meyer: Spielsucht. Ursachen, Therapie und Prävention von glücksspielbezogenem Suchtverhalten, Springer-Verlag, 4. Auflage, Berlin Heidelberg 2017, ISBN 978-3-662-54839-4, S. 31. Ingo Fiedler, Lennart Ante und Fred Steinmetz (Mitarbeiter des Arbeitsbereichs Glücksspielforschung der Universität Hamburg): Die Konvergenz von Gaming und Gambling, Springer Verlag, 1. Aufl.,  Wiesbaden 2018, ISBN 978-3-658-22748-7, S. 100.
22. ↑  El Gordo: Verbraucherzentrale warnt vor illegalen Losen bei spanischer Weihnachtslotterie, derwesten.de, 21.12.2018
23. ↑  Vorsicht vor illegalen Losen - Verbraucherschützer warnen vor "El Gordo"-Anbietern, 21.12.2018, T-online.de
24. 1 2  Verlockende Jackpots: Glücksspiel im Ausland – hier müssen Sie wachsam sein, 12. Juli 2016, Frankfurter Rundschau (FR.de)
25. ↑  Mathias Yagmur: Lottospieler klagen über Täuschung bei illegalen Internet-Anbietern, Stuttgart, 20.05.2016
26. ↑  Legal, halb-legal, illegal? Die Glücksspiel-Regulierung bleibt schwierig. In: Rundblick Niedersachsen, Artikel 4 in Ausgabe 67/2018. 9. April 2018, abgerufen am 8. Oktober 2019.
27. ↑  Lottoland und der Jackpot-Gewinner: Wie glaubhaft ist der Fotobeweis?, Dresdner Neueste Nachrichten, 09.03.2016
28. ↑  rbb Fernsehen: Lottoland: das falsche Lotto - So verlieren Sie kein Geld bei dem illegalem Wettbüro im Internet, 01.04.2019
29. ↑  Heiko Randermann: Legal oder nicht legal? - Streit um Powerball-Gewinn eines Hannoveraners, Hannoversche Allgemeine Zeitung, 24.01.2016
30. ↑  Investoren greifen bei Lottorisiken zu. Verbriefung mit Volumen von 100 Mill. Euro. In: Börsen-Zeitung, 24. April 2015.
31. ↑  Alistair Gray: Pension funds take lottery punt in hunt for yield. In: Financial Times. 23. April 2015, abgerufen am 8. Juni 2017.
32. ↑  Willkommen im Land of Happiness. In: lottolandcorporate.com. Abgerufen am 7. Januar 2019 (Angabe von der Unternehmenswebsite).
33. ↑  Marvin Schade, Sprachlos vor Glück: das beredte Schweigen von Bild und Lottoland beim mysteriösen 90-Millionen-Euro-Gewinn, 24. Juli 2018, Meedia
34. ↑  Bei "Lottoland": Putzfrau aus Berlin gewinnt 90 Millionen Euro
35. ↑  Jan Willmroth: Putzfrau gewinnt 90 Millionen - doch der Traum trügt. In: Süddeutsche Zeitung. 28. Juni 2018, abgerufen am 20. Dezember 2018.
36. ↑  Glück im Spiel, Pech bei der Auszahlung?
37. ↑  Guiness-Buch Das sind die drei beeindruckendsten Rekorde 2018
38. 1 2  Jan Willmroth: Zocker-Plattformen droht Vertreibung aus dem Paradies. In: Süddeutsche Zeitung. 21. März 2018, abgerufen am 8. Oktober 2019.
39. 1 2  Ihno Gebhardt, Stefan Korte (Hrsg.): Glücksspiel. Ökonomie, Recht, Sucht. De Gruyter, 2., neu bearb. Aufl., Berlin/Boston 2018, ISBN 978-3-11-025921-6, Einführung von Ihno Gebhardt, S. 8.
40. ↑  Verbraucherzentrale Niedersachsen: Event in den Sozialen Medien geteilt, ungewolltes Abo von Happy ohne Ende (Lottoland), 07.10.2019
41. ↑  Erin-Marie Gallagher: Altenar powers first sportsbook platform for Lottoland. In: sbcnews.co.uk. 8. Januar 2020, abgerufen am 25. Juni 2020 (englisch).
42. ↑  Daniela Stürmlinger: Kampf um die Lotto-Milliarden im Internet. In: Hamburger Abendblatt. 27. August 2017, abgerufen am 8. Juni 2017.
43. ↑  Sind die „Lotterie“-Angebote von Tipp24, Lottoland oder Lottohelden seriös? In: www.lotto.de. Abgerufen am 8. Juni 2017 (Position der staatlichen Lotterieanbieter Deutschlands).
44. ↑  t-online.de: Gericht verbietet Anbieter aus Gibraltar Glücksspiel
45. ↑  presseportal.de: Lottoland beantragt eigene Lotterielizenz
46. ↑  VG Regensburg, Urt. v. 13.12.2018, Az.: RO 5 K 17.2046
47. ↑  VG Saarlouis, Urt. v. 2.3.2017, Az.: 6 K 1519/14
48. ↑  Ausländische Internet-Firmen greifen deutsches Lotto an, Bayerischer Rundfunk, 26.12.2018
49. ↑  Kriminalität: Gericht verbietet Anbieter aus Gibraltar Glücksspiel, 26.10.2018, Focus Online
50. ↑  OLG Koblenz: "Zweitlotterien" im Internet sind unzulässiges Glücksspiel, Verlag C.H.BECK, 27. August 2019
51. ↑  Jan Willmroth: Online-Casino: Strafjustiz legt sich mit Lottoland und Tipico an. In: Süddeutsche Zeitung. 5. November 2020, abgerufen am 12. April 2021.
52. ↑  Verwaltungsgericht untersagt “Lottoland”-Werbung, 26.09.2018, Meedia
53. ↑  Uwe Mantel: Illegales Glücksspiel? Werbung für "Lottoland.gratis": Schlappe für die Sender, 26.09.2018, DWDL.de
54. ↑  Verwaltungsgericht Regensburg bestätgit Werbeverbot für Lottoland.gratis
55. ↑  Thomas Dünchheim: Schwarze Lotteriewetten – Ein synthetisches Glücksspielprodukt und dessen rechtliche Determinanten, ZfWG 2018, S. 85–86
56. ↑  Sind die „Lotterie“-Angebote von Tipp24, Lottoland oder Lottohelden seriös?
57. ↑  Glücksspielrecht bizarr: „Dieser Lottogewinn müsste beim Staatsanwalt landen!”, 26.07.2018
58. ↑  Forschungsstelle Glücksspiel an der Universität Hohenheim:
Newsletter April 2019 (2/2019)
59. ↑  Eoin Burke-Kennedy: Lottoland site goes up against National Lottery in Ireland. In: The Irish Times. 15. März 2017, abgerufen am 8. Juni 2017.
60. 1 2  Lottoland takes majority stake in Giochi24. In: www.igamingbusiness.com. 8. Mai 2018, abgerufen am 25. Mai 2018.
61. ↑  Über die United Lottery Solutions Ltd, siehe: Lizenzierte schwedische Anbieter (Liste der schwedischen Glücksspielaufsicht). Abgerufen am 7. Januar 2019
62. ↑  Licensbeslut. In: www.spelinspektionen.se. 21. Dezember 2018, abgerufen am 7. Januar 2019 (Lizenzbeschluss der schwedischen Glücksspielaufsicht).
63. ↑  (K)ein Lotto-Gewinner? In: Freie Presse, 11. Februar 2016.
64. ↑  Ted Menmuir: Nigel Birrell: Lottoland – High Court has missed the opportunity to help innovators, 22. November 2018
65. ↑  Ted Menmuir: High Court stands by DCMS orders on EuroMillions third-party betting, 20. November 2018
66. ↑  Forschungsstelle Glücksspiel an der Universität Hohenheim: Newsletter Oktober 2019 (05/2019)
67. ↑  Perry Williams: Lottoland targets Tatts in Uber-style betting shake-up. In: The Sydney Morning Herald. 14. Januar 2016, abgerufen am 18. Oktober 2019 (englisch).
68. ↑  Nick Toscano: Australia outlaws lottery-betting websites in coup for Tabcorp. The Sydney Morning Herald, 29. Juni 2018, abgerufen am 20. Dezember 2018 (englisch).
69. ↑  Kylar Loussikian: ASIC eyes controversial wagering outfit Lottoland after complaint. In: The Sydney Morning Herald. 14. Januar 2019, abgerufen am 18. Oktober 2019 (englisch).
70. ↑  Patrick Hatch: Lottoland to survive in Australia after court victory. In: The Sydney Morning Herald. 18. August 2019, abgerufen am 18. Oktober 2019.
71. ↑  Liam Machin: Lottoland granted licences to launch in South Africa. In: www.sbcnews.co.uk. 4. April 2019, archiviert vom Original am 7. April 2019; abgerufen am 18. Oktober 2019 (englisch).
72. ↑  Western Cape Gambling and Racing Board: Licenced Operators (Bookmakers) as at 01 November 2017. In: www.wcgrb.co.za. Abgerufen am 18. Oktober 2019 (englisch).
73. ↑  History: Who we are, Lottoland Corporate, 30. März 2023
74. 1 2  Martin Stabe, Ændrew Rininsland, Steve Bernard: The FT 1000: The complete list of Europe’s fastest-growing companies. In: Financial Times. 17. Mai 2017, abgerufen am 13. Juni 2017.
75. ↑  Ian Smith: The FT 1000: third annual list of Europe’s fastest-growing companies. In: Financial Times. 1. März 2019, abgerufen am 8. Oktober 2019.
76. ↑  Ian Smith, David Blood: FT Future 100 UK: the full list. In: Financial Times. 24. September 2018, abgerufen am 28. September 2018.
77. ↑  Warum ist unser Hauptsitz in Gibraltar? Archiviert vom Original; abgerufen am 8. Juni 2017 (Angaben des Unternehmens zu seinen Standorten).
78. ↑  Seedmatch GmbH: Lottoland übernimmt Hamburger Startup Lottohelden. Erster Exit für ein per Crowdfunding finanziertes Startup in Deutschland. (PDF) In: www.seedmatch.de. 25. November 2015, abgerufen am 13. Juni 2017 (Presseinformation von Seedmatch).
79. ↑  https://www.lottodeutschland.de/Themen/Recht/Urteile
80. ↑  James West: LottoGopher Holdings (CSE:LOTO) CEO James Morel: A Visual Podcast. In: www.midasletter.com. 22. Mai 2017, archiviert vom Original (nicht mehr online verfügbar) am 31. Juli 2017; abgerufen am 13. Juni 2017.
81. ↑  LottoGopher erobert US-Lottomarkt: Gigantisches Wachstum voraus. In: www.sharedeals.de. 24. Mai 2017, abgerufen am 13. Juni 2017.
82. ↑  Maiya Keidan, Alexander Hübner: Lottoland offer for Tipp24 raises stakes in German lottery battle. In: Reuters. 11. Januar 2019, abgerufen am 25. Januar 2019.
83. ↑  Glücksspielanbieter Lottoland greift nach Tipp24. In: Handelsblatt. 11. Januar 2019, abgerufen am 25. Januar 2019.
84. ↑  Entscheidung im Übernahmekampf um Lottoanbieter Tipp24. In: www.ariva.de. 8. Januar 2019, abgerufen am 25. Januar 2019 (Meldung von dpa-AFX).
85. ↑  Lottoland greift nach Tipp24 - Übernahmeschlacht in der Glückspielwelt, ARD, 11.01.2019
86. ↑  Glücksspielanbieter Lottoland greift nach Tipp24, Wirtschaftswoche, 11. Januar 2019
87. ↑  Brad Allen: Lottoland launches own insurance company. New Fortuna Insurance subsidiary to underwrite all of the operator’s bookmaking risk. In: EGR Global (eGaming Review). 25. September 2017, abgerufen am 9. Oktober 2017.
88. ↑  Lottoland hails “historic” insurance licence approval in Gibraltar. www.gamingintelligence.com, 25. September 2017, abgerufen am 9. Oktober 2017.
89. ↑  Lottoland sets up Fortuna Insurance PCC in Gibraltar. In: www.artemis.bm. 25. September 2017, abgerufen am 9. Oktober 2017.
90. ↑  Joseph Streeter: Gaming sector first: Lottoland granted insurance licence. In: totallygaming.com. 26. September 2017, abgerufen am 9. Oktober 2017.
91. ↑  Lottoland granted full insurance licence. 25. September 2017, abgerufen am 9. Oktober 2017.
92. ↑  Becky Butcher: Lottoland PCC receives licensing approval in Gibraltar. In: captiveinsurancetimes.com. 25. September 2017, abgerufen am 9. Oktober 2017. Philipp Thomas: Abgezockt. In: Versicherungswirtschaft, 73. Jahrgang, Nr. 6, 1. Juni 2018.
93. ↑  Siehe die entsprechenden Angaben in der Internet Movie Database, Abruf am 8. Juni 2017.
94. ↑  Brookvale Oval to be renamed 'Lottoland' as Manly look to NRL future. In: The Guardian. 2. Februar 2017, abgerufen am 8. Juni 2017.
95. ↑  Lottoland launches ‘Youth Gaming’ awareness program. In: Gibraltar Chronicle. 5. November 2018, abgerufen im Oktober 2019 (englisch).
96. ↑  Lottoland unterstützt One Earth – One Ocean. In: oneearth-oneocean.com. 20. Mai 2020, abgerufen am 10. Juni 2020.
97. ↑  Gareth Jones: Daily coronavirus roundup for third sector, Thursday 28 May. In: Fhird Force News. 28. Mai 2020, abgerufen am 10. Juni 2020 (englisch).
98. ↑  The Irish Times: Lottoland site goes up against National Lottery in Ireland, online, abgerufen am 28. März 2019
99. ↑  Eoin Burke-Kennedy: National Lottery ‘disappointed’ by Minister’s comments on synthetic lottos. In: Irish Times. 21. März 2019, abgerufen am 25. Oktober 2019 (englisch).
100. ↑  Ansgar Lange: Lottoland: Wetten auf ausländische Lotterien schädigen nicht die nationalen Lotterien, 26.03.2019
101. ↑  Jens Albes: Ausländische Internet-Firmen greifen deutsches Lotto an, heise online, 26.12.2018
102. 1 2  Franziska Roscher: Liberalizing the Lotto, Handelsblatt
103. ↑  Online-Lotto wird sozialer: Tippen und Gutes tun bei Lottoland und theLotter
104. ↑  Jan Willmroth: Report: Sechs Falsche. In: Süddeutsche Zeitung. 16. April 2017, abgerufen am 8. Oktober 2019.
105. ↑  Lottoland Stiftung startet Werbekampagne
106. ↑  Adrian Lobe: Manipulation in der Enzyklopädie: Gekaufte Wahrheiten auf Wikipedia. In: Süddeutsche Zeitung. 25. Juni 2019, abgerufen am 25. Juni 2019.
107. ↑  Marvin Oppong: Verifiziert - und manipuliert, 7. Dezember 2018, Golem.de
108. ↑  Elf Lotto-Millionäre in Rheinland-Pfalz, SWR Aktuell, 15.8.2019
109. ↑  Bild im Lottoland-Fieber: der seltsame Jubel-Bericht über eine Berliner Putzfrau, die 90 Mio. Euro gewinnt
110. ↑  Schwarze Lotterien - Achten Sie auf Ihr Spiel

Koordinaten: 36° 8′ 51″ N, 5° 21′ 14″ W